# Conocoxa armatipes
Conocoxa armatipes – gatunek błonkówki z rodziny Pergidae.

## Taksonomia
Gatunek ten został opisany 1942 przez René Malaise pod nazwą Gayana armatipes. Jako miejsce typowe podano chilijskie miasto Contulmo. W 1978 roku David Smith przeniósł go do rodzaju Conocoxa.

## Zasięg występowania
Ameryka Południowa, znany jedynie z  Chile z regionu Biobío w śr. części kraju.